# Metzgebouw
Het Metzgebouw is een monumentaal kantoor- en winkelpand in Amsterdam, op de hoek van de Leidsestraat en de Keizersgracht. Het officiële adres is Keizersgracht 455, maar het winkelgedeelte gebruikt als adres Leidsestraat 32-34. Het is sinds 1991 een rijksmonument (nr.408905).

## Geschiedenis

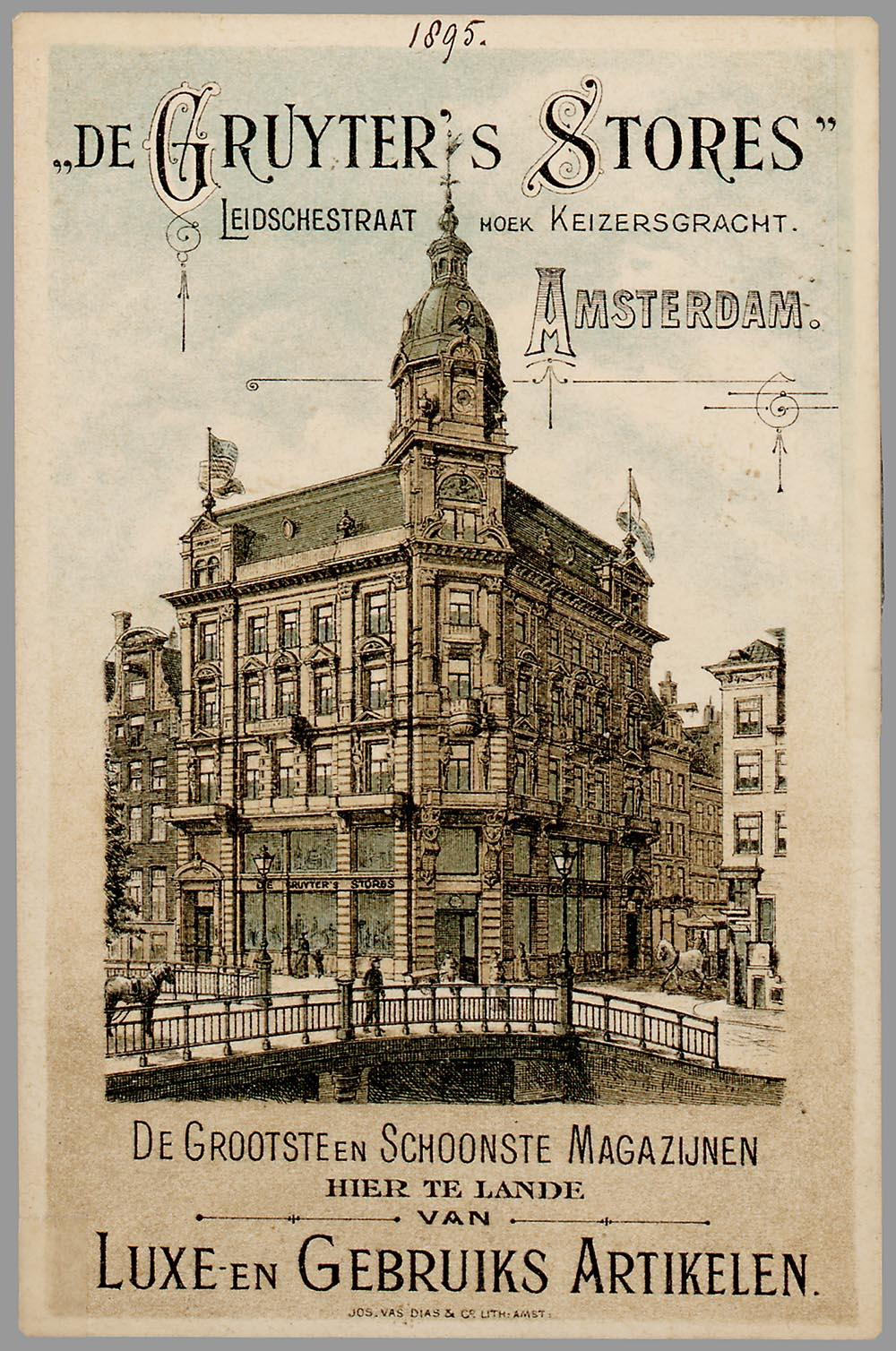
Reclameposter uit 1895

Het werd in 1891 gebouwd in opdracht van de New York Life Insurance Company, een Amerikaanse verzekeringsmaatschappij die in Europa speculeerde met winkelpanden. Het gebouw werd ontworpen door architect Jan van Looy, in een eclectische neostijl. In de begintijd stond het bekend als Gebouw New York, en was het met zijn 26 meter het hoogste particuliere pand van de stad. Op diverse plekken in de gevel zijn de letters N en Y verwerkt, die verwijzen naar de opdrachtgever en oorspronkelijke eigenaar. Ook de herhaaldelijk afgebeelde adelaar is een verwijzing naar de Amerikaanse herkomst van de opdrachtgever, die het bedrijf ook veelvuldig had laten afbeelden op haar oorspronkelijke kantoor in New York. De gevel is rijk versierd met beelden, balkons, boogvormige en driehoekige frontons, en Ionische en Corinthische pilaren en pilasters.
In het winkelgedeelte onderin vestigde zich aanvankelijk De Gruyter's Stores, een Nederlands bedrijf in voornamelijk reisartikelen (niet te verwarren met de kruideniersketen van dezelfde naam). De bovenste drie etages werden als kantoor gebruikt, door de verzekeringsmaatschappij zelf, en enkele bedrijven in fotografie. De Gruyter's Stores ging in 1898 failliet, waarna in 1908 Metz & Co het pand betrok, een oud Amsterdams bedrijf in stoffen, dat zich later in meubels en huisinrichting ging specialiseren. In 1918 werd het pand in opdracht van Metz & Co verbouwd tot één groot mode- en interieurwarenhuis met zeven verdiepingen. Metz & Co bleef tot 2012 gehuisvest in dit gebouw. Waarna er een modeketen werd gevestigd. Sinds mei 2024 is het mondiaal opererende automerk NIO gevestigd in het Metzgebouw.
In 1933 werden de reclameletters METZ en een tentoonstellingsruimte op het dak gebouwd, ontworpen door Gerrit Rietveld, dat na een verbouwing door Cees Dam in 1986 in gebruik werd genomen als café. Dit gedeelte was van 2012 tot 2024 afgesloten voor publiek, waarna het in mei 2024 feestelijk werd heropend nadat automerk NIO zijn intrede deed.

## Afbeeldingen

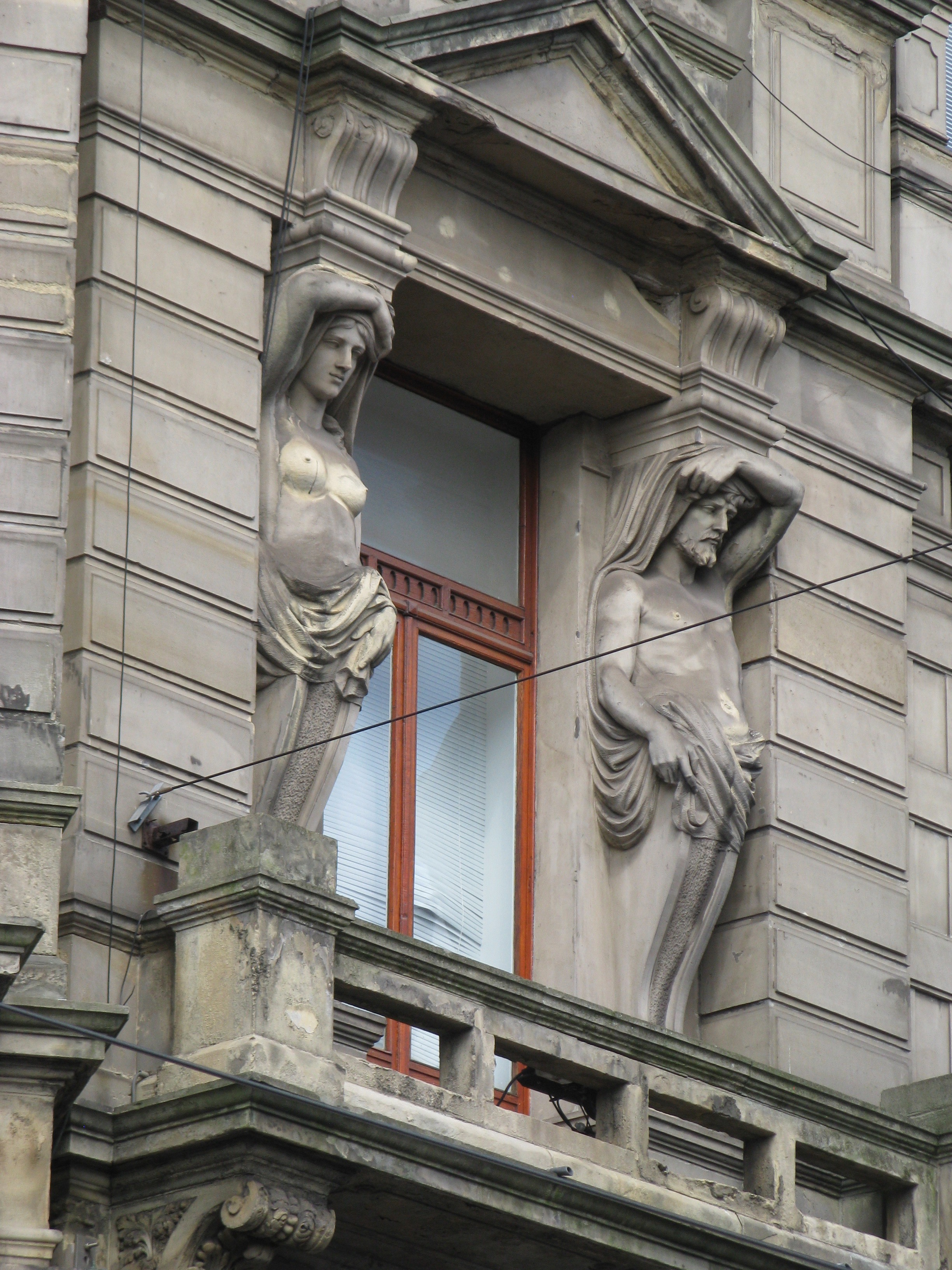
Geveldetail (met zgn. schragende kariatiden)
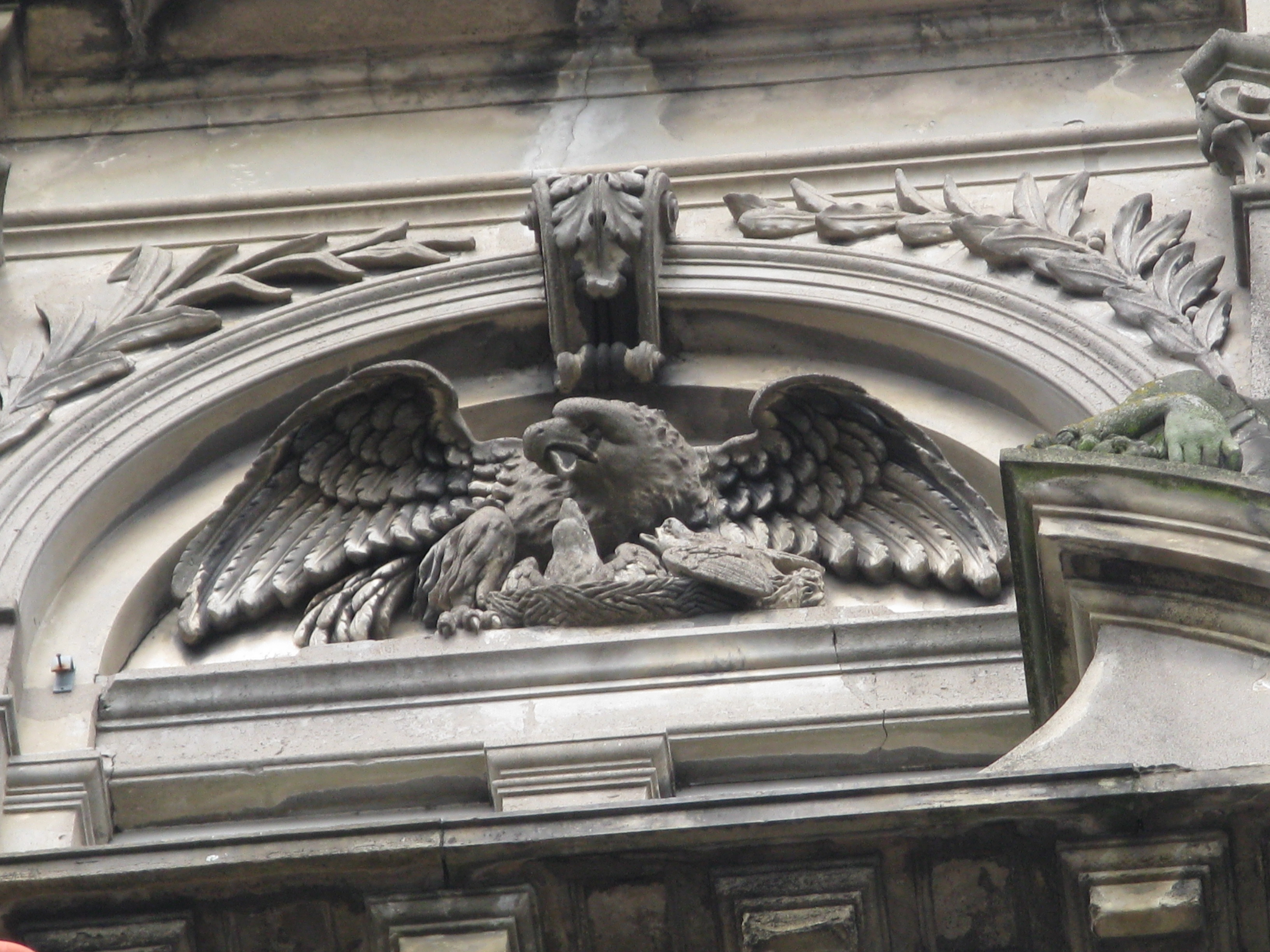
De adelaar, afgebeeld in diverse frontons aan de gevel
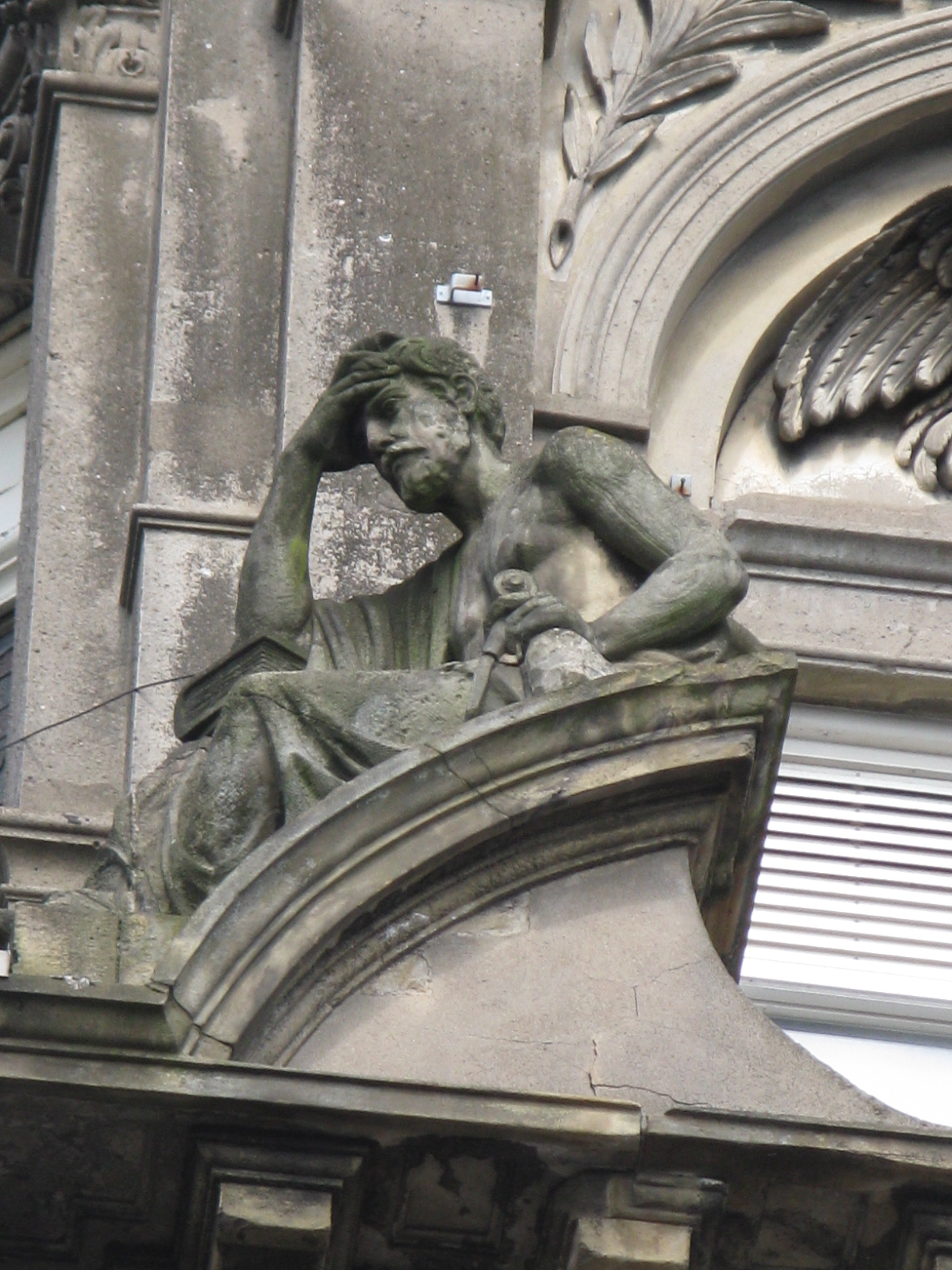
Een van de beelden
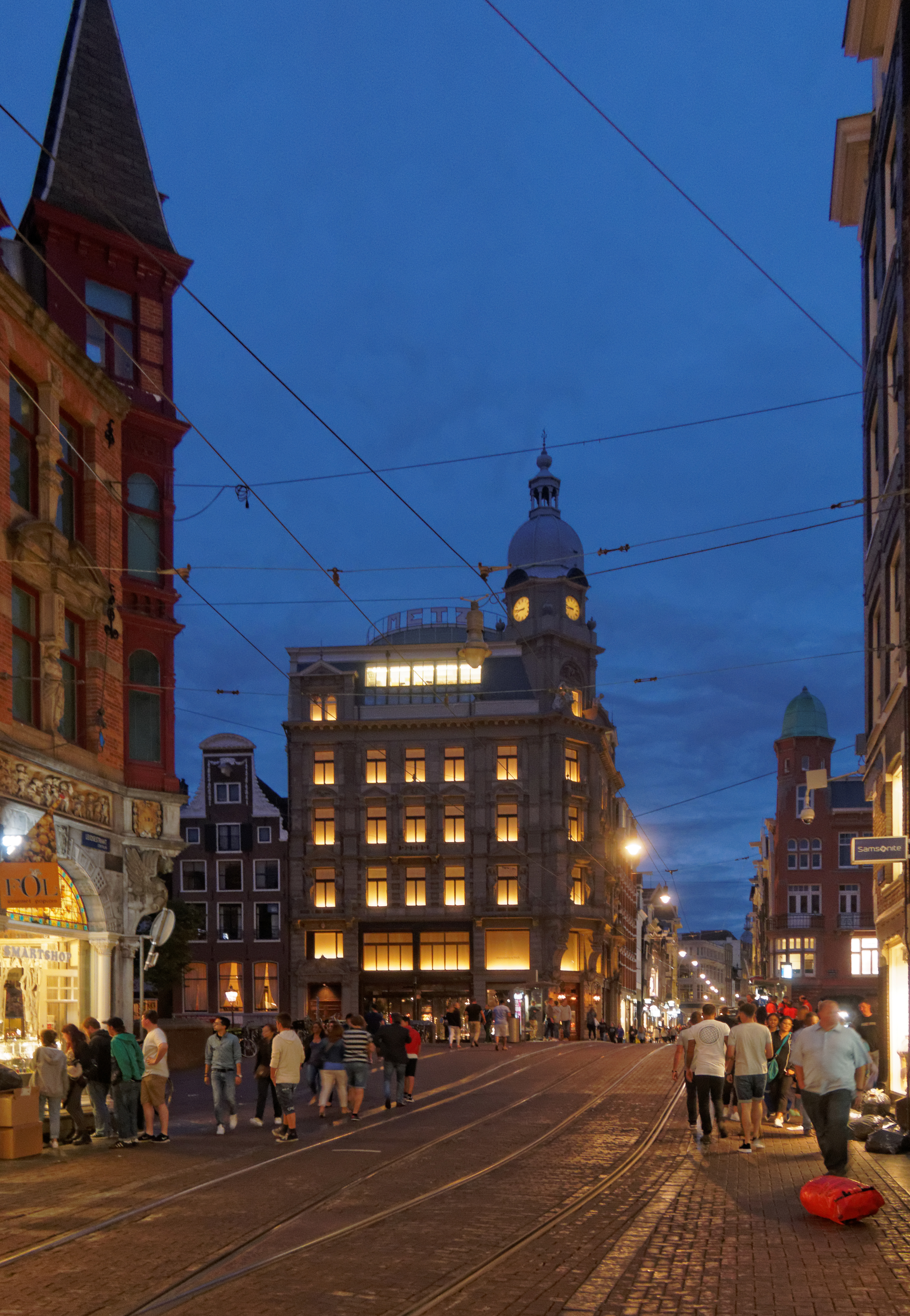
Het gebouw bij avond
Metzgebouw in huidig gebruik